# 407

407(사백칠)은 406보다 크고 408보다 작은 자연수다.

## 수학
- 합성수로, 그 약수는 1, 11, 37, 407이다. 진약수의 합은 49이므로, 407은 부족수다.
  - 128번째 반소수다. 앞의 반소수는 403, 다음 반소수는 411이다.
- {\displaystyle 407=131+137+139}
  - 연속하는 세 소수의 합으로 나타낼 수 있으며, 이 성질을 지닌 앞의 수는 395, 다음 수는 425다.
- {\displaystyle 407=4^{3}+7^{3}=4^{3}+0^{3}=7^{3}}
  - 407은 서로 다른 두 자연수의 세제곱합으로 나타낼 수 있으며, 각 자릿수(4, 0, 7)의 세제곱합으로 이루어진 숫자이기도 하다.
- {\displaystyle 10^{6}-1}은 407로 나누어떨어진다.

## 과학·기술
- NGC 407(영어판): 물고기자리 방향에 있는 은하.
- HTTP 407 (Proxy Authentication Required→프록시 인증 필요): 요청자가 프록시를 사용하여 인증해야 할 때 웹 서버가 보내는 HTTP 상태 코드.

## 교통

### 철도
- 부산 도시철도 4호선 서동역의 역번호.
- 수도권 전철 4호선은 407번 역이 없다.

### 도로
- 국도 제407호선
  - 일본 407번 국도(일본어판): 도치기현 아시카가시에서 사이타마현 이루마시까지 이어지는 일본의 국도.
- 기타 도로
  - 407번 지방도: 강원특별자치도 춘천시 신북읍 용산리에서 화천군 화천읍 하리까지 이어지는 대한민국의 지방도.
  - 현도 제407호선

## 군사
- U-407(영어판): 제2차 세계 대전에 사용된 나치 독일의 군용 잠수함.

## 문화유산
- 대한민국의 보물 제407호: 천안 삼태리 마애여래입상
- 대한민국의 사적 제407호: 광양 옥룡사지

## 방송
- KT HCN의 팍스경제TV 채널 번호.

## 기타
- 날짜: 4월 7일
- 연도: 407년, 기원전 407년